# Antonio Peregrino Benelli
Antonio Peregrino Benelli (* 5. September 1771 in Forlì; † 6. August 1830 in Börnichen/Erzgeb.) war ein italienischer Opernsänger (Tenor), Komponist und Gesangslehrer.

## Leben
Benelli, Sohn eines Arztes, erhielt seine musikalische Ausbildung in Bologna und erwarb schon frühzeitig Anerkennung als theoretisch und praktisch gebildeter Musiker. Ab 1790 war er als Tenor am Teatro San Carlo in Neapel tätig. 1798 wurde er an das italienische Theater in London berufen. Ab 1801 arbeitete er als Komponist, Opernsänger und Gesangslehrer in Dresden. Er schuf vor allem kirchenmusikalische Werke und veröffentlichte einige musiktheoretische Schriften zur Gesangslehre.
Durch Vermittlung des italienischen Komponisten und Dirigenten Gaspare Spontini erhielt er 1823 eine Professur für Gesangslehre an der Königlichen Hofoper in Berlin. Außerdem arbeitete er als Korrespondent für die Allgemeine musikalische Zeitung. Nach Auseinandersetzungen mit seinem Förderer Spontini (Benelli hatte dessen Oper Olympia kritisiert) musste er seine Stellung aufgeben und zog sich nach Dresden, später auf seinen Landsitz im Erzgebirge zurück, wo er 1830 verarmt starb.

## Werke (Auswahl)
- Partenope: Dramma di un atto per musica, Neapel (1798)
- 4 notturni: à 4 voci, Verlag Breitkopf & Härtel, Leipzig (1815)
- Regole per il Canto figurato: o siano precetti ragionati per apprendere i principj di Musica …, Arnoldische Verlagsbuchhandlung, Dresden (1819)